# جانسون اند جانسون
جانسون اند جانسون (به انگلیسی: Johnson & Johnson) شرکت چندملیتی آمریکایی است که در زمینه  طراحی، توسعهٔ فناوری و تولید انواع تجهیزات پزشکی، داروها، لوازم آرایشی و ارائه خدمات بسته‌بندی کالاهای مصرفی فعال می‌باشد. این کورپوریشن امروزه بزرگترین تولیدکننده تجهیزات پزشکی در جهان می‌باشد.
این شرکت در سال ۱۸۸۶ تأسیس شد. سهام عادی جانسون اند جانسون، بخشی از میانگین صنعتی داو جونز است. این شرکت همچنین، در فهرست فرچون ۵۰۰ ذکر شده‌است.
دفتر مرکزی شرکت جانسون اند جانسون در شهر نیوبرانزویک، نیوجرسی قرار دارد. این شرکت دارای ۲۵۰ شرکت تابعه است، که در بیش از ۵۷ کشور فعالیت می‌کنند و محصولات آن در بیش از ۱۷۵ کشور جهان عرضه می‌شود. شرکت جانسون اند جانسون در طول سال مالی ۲۰۱۱ فروشی معادل ۶۵ میلیارد دلار آمریکا را رقم‌زده‌است.
در ایران، در سال ۱۳۵۳ با مشارکت جانسون اند جانسون آمریکا، نخستین تولیدکننده محصولات بهداشتی کودک در خاورمیانه تحت‌نام جانسون اند جانسون آغاز به‌کار کرد. ۴۹ درصد از این مرکز تولیدی برای جانسون آمریکا و ۵۱ درصد سهامش برای سرمایه‌داران ایرانی بود. پس از وقوع انقلاب ۱۳۵۷، در جریان مصادرهٔ اموال و دارایی‌های در ابتدای انقلاب، این شرکت توسط بنیاد مستضعفان مصادره شد. این مجموعه تولیدی در سال ۱۳۷۹ و درحالی‌که نیروهای کار آن تنها به ۳۴ نفر رسیده بود، توسط بنیاد مستضعفان به مزایده گذاشته می‌شود و پس از واگذاری، با مدیریت جدید خصوصی می‌تواند دوباره تولیدات خود را افزایش داده و با نام گروه بهداشتی فیروز به حیات خود ادامه بدهد. گروه فیروز امروزه بزرگترین تولیدکننده تخصصی محصولات کودک در ایران است.

## جستار‌های وابسته
- فولرانوماب